# Daet
Daet est une municipalité de 1re classe, capitale de la province de Camarines Norte aux Philippines. Selon le recensement de 2010 elle est peuplée de 95 572 habitants.

## Barangays
Daet est divisée en 25 barangays.
- Alawihao
- Bagasbas
- Ilaod
- Pasig
- Iraya
- Mantagbac
- Pandan
- Barangay 6
- Barangay 7
- Salcedo
- Bibirao
- Borabod
- Calasgasan
- Camambugan
- Cobangbang
- Dogongan
- Gahonon
- Gubat
- Lag-on
- Magang
- Mambalite
- Pamorangon
- Mancruz
- San Isidro

## Démographie
| Année | Habitants | Évolution |
| ----- | --------- | --------- |
| 1995  | 74 341    | -         |
| 2000  | 80 632    | 8,46 %    |
| 2007  | 94 184    | 16,81 %   |
| 2010  | 95 572    | 1,47 %    |